# گروور هادسون
گروور هادسون (انگلیسی: Grover Hudson؛ زادهٔ ۱۹۴۰) زبان‌شناس آمریکایی و استاد بازنشسته زبان‌شناسی، زبان‌های ژرمنی، اسلاوی، آسیایی و آفریقایی در دانشگاه ایالتی میشیگان است. وی برای کارهایش روی زبان امهری شناخته شده‌است.